# 유노키역 (후지시)
유노키역(일본어: 柚木駅)은 일본 시즈오카현 후지시에 있는 도카이 여객철도 미노부 선의 역이다. 상대식 승강장 2면 2선의 구조를 지닌 고가역이다.

## 타는 곳
| 1 | ■ 미노부 선 | 하행 | 미노부 · 고후 방면 |
| 2 | ■ 미노부 선 | 상행 | 후지 방면          |

## 이용 현황
| 연도     | 하루 평균 승차 인원 | 연도     | 하루 평균 승차 인원 |
| 1993년도 | 252                 | 2002년도 | "                   |
| 1994년도 | 264                 | 2003년도 | "                   |
| 1995년도 | 276                 | 2004년도 | "                   |
| 1996년도 | 292                 | 2005년도 | 270                 |
| 1997년도 | 286                 | 2006년도 | 288                 |
| 1998년도 | 285                 | 2007년도 | 297                 |
| 1999년도 | 280                 | 2008년도 | 291                 |
| 2000년도 | 258                 | 2009년도 | 281                 |
| 2001년도 | 불명                | 2010년도 | 316                 |
| -------- | ------------------- | -------- | ------------------- |

## 역 주변
- 시즈오카 현 후지 자동차학교
- 시즈오카 현 후지미 고등학교

## 역사
- 1934년 7월 1일 : 모토이치바 정류장(本市場停留場)으로서 개업.
- 1938년 10월 1일 : 모토이치바역(本市場駅)으로 개칭.
- 1969년 9월 28일 : 유노키역으로 재개칭.
- 1987년 4월 1일 : 민영화에 의해, 도카이 여객철도로 이관.

## 인접 정차역
| 도카이 여객철도 미노부 선 | 도카이 여객철도 미노부 선 | 도카이 여객철도 미노부 선 |
| ------------------------- | ------------------------- | ------------------------- |
| 후지 방면                 | ■ 미노부 선               | 다테보리 고후 방면        |